# 1222
سنة 1222 كانت سنة بسيطة تبدأ يوم السبت (الرابط يظهر نموذج التقويم الكامل للسنة) من التقويم اليولياني.

## مواليد
- المنصور قلاوون.
- نيشرين.

## وفيات
- أبو محمد عبد الواحد.
- محمد بن عبد الواحد الملاحي
- النجيب السمرقندي.
- ظهير الدين البخاري.
- كونستانس من أراغون.
- يونس بن يوسف الشيباني.